# Limnophora paraleptopus
Limnophora paraleptopus este o specie de muște din genul Limnophora, familia Muscidae, descrisă de Zielke în anul 1971. Conform Catalogue of Life specia Limnophora paraleptopus nu are subspecii cunoscute.